# Philipp Thormann
Philipp Thormann (* 3. August 1874 in Bern; † 26. März 1960 ebenda) war ein Schweizer Rechtswissenschaftler.

## Leben
Der Sohn eines Ingenieurs studierte Rechtswissenschaft an den Universitäten Neuenburg, Bern, München und Berlin und absolvierte 1897 das Staatsexamen als bernischer Fürsprecher. 1898 wurde er in Bern promoviert. Nach einer Tätigkeit als Kammerschreiber am bernischen Obergericht wurde Thormann 1903 zum ausserordentlichen und 1907 zum ordentlichen Professor für Strafrecht, Strafprozess und Enzyklopädie des Rechts an der Universität Bern berufen. Daneben war er von 1907 bis 1937 als Suppleant des bernischen Obergerichts tätig. In den akademischen Jahren 1918/19 und 1933/34 stand Thormann der Universität Bern als Rektor vor. 1944 wurde er emeritiert.
Philipp Thormann war ab 1910 verheiratet mit Anna von Büren, Tochter des Sachwalters Franz von Büren. Der Architekt, Frontist und Burgergemeindepräsident Georges Thormann war ihr gemeinsamer Sohn.

## Schriften (Auswahl)
- Urteil und prozessleitende Verfügung mit specieller Berücksichtigung des bernischen Civilprozessrechtes. Stämpfli, Bern 1899 (Dissertation).
- mit Alfred von Overbeck: Das schweizerische Strafgesetzbuch. 3 Bände. Schulthess, Zürich 1940–1943 (Kommentar).